# Ág (növényanatómia)
Az ág a fák része, a törzsből elágazó növényrész. Az ágon helyezkednek el a levelek, amelyek jelentősen hozzájárulnak a növények működéséhez.

## Csoportosítása
Az ágakat többféleképp lehet csoportosítani:
- Kor szerint:
  - 1 éves: vessző. Általában nem ágazik tovább.
  - 2-3 éves: gally,
  - 3 éves vagy idősebb: ág. (Manapság gyakran a 2 évesnél fiatalabb növényrészeket is ágnak nevezik). Fenyők esetén ágacskákról beszélünk.
- Elhelyezkedés szerint:
  - élő ág: gyakran a lombkoronában helyezkedik el.
  - holt ág: a lombkorona alatt helyezkedik el néhány méterrel.